# Paulette Dubost
Paulette Dubost (8 de octubre de 1910 en París-21 de septiembre de 2011) fue una actriz francesa. 
Hija de un ingeniero petrolero y de una cantante de Ópera Cómica, Paulette integró con 7 años la Ópera de París como "petit rat" (alumna de danza).
Actuó en alrededor de 160 películas entre 1930 y 2007. 
Trabajó con muchos actores franceses como Catherine Deneuve, Brigitte Bardot, Philippe Noiret, Michel Piccoli, etc.

## Filmografía parcial
- 1938 - Hôtel du Nord de Marcel Carné.
- 1938 - Bécassine
- 1939 - La regla del juego de Jean Renoir.
- 1955 - Lola Montès de Max Ophüls con Martine Carol.
- 1959 - Le déjeuner sur l'herbe de Jean Renoir.
- 1964 - La dérive.
- 1965 - Viva María! con Brigitte Bardot.
- 1980 - El último metro de François Truffaut.
- 1989 - Milou en mai con Michel Piccoli.
- 2005 - Los ojos claros ("Les yeux clairs").
- 2007 - Currículum de Alexandre Moix.

## Televisión
- 1952: La Poudre aux yeux de Claude Barma.
- 1954: Un homme en or de Jean Kerchbron.
- 1958: Le Loup, cuento para niños de Jean-Christophe Averty.
- 1958: On ne sait jamais de André Leroux.
- 1958: La Moustache Les aventures de l'inspecteur Blaise de Vicky Ivernel.
- 1958: Château en Espagne de François Gir.
- 1959: La Citoyenne de Villirouet de Guy Lessertisseur.
- 1959: La Mer qui meurt de André Leroux.
- 1961: Le Serum de bonté - Feuilleton en 13 episodios de 26 min de Jacques Daniel-Norman - Mme. Dupont
- 1962: A la monnaie du pape de Philippe Ducrest.
- 1962: La Dame aux camélias de François Gir.
- 1962: Les vignes du seigneur de Jean Kerchbron.
- 1962: Nationale 6 de Jean Vernier.
- 1963: Janique aimée - Feuilleton en 50 episodios de 13 min de Jean-Pierre Desagnat - Hélène Gauthier
- 1964: Le Bon Numéro de Stellio Lorenzi
- 1965: Madame Jumeau a crie de Jacques Durand - Mme. Cornette
- 1965: Le Naïf amoureux de Philippe Ducrest - Tante Adèle
- 1966: Règlement de compte o Le Cambrioleur - Allo police  de Pierre Goutas.
- 1966: Vive la vie - Feuilleton en 65 episodios de 15 min  de Joseph Drimal.
- 1967: Ce soir a Samarcande de André Leroux.
- 1967: La Merveilleuse Aventure - Ici Interpol  de Pierre Laforet.
- 1967: Par mesure de silence de Philippe Ducrest.
- 1967: Le Petit Café de François Gir.
- 1967: Cabochard - Les Créatures du bon Dieu de Jean Laviron.
- 1967: Saturnin Belloir - Telenovela en 13 episodios de 25 min de Jacques-Gérard Cornu - Mme. Souchet
- 1967: Les Dossiers en vacances : Les gens de maison de Guy Labourasse.
- 1968: Le Corso des tireurs (en dos partes) de Philippe Ducrest.
- 1968: Du vent dans les branches de sassafras de Jacques Duhen.
- 1969: Le curé du village de Edmond Tyborowski.
- 1969: Un monsieur qui attend de Roger Iglésis.
- 1969: Les Cabotines de ?
- 1970: Les Violettes de Agnès Delarive.
- 1970: On recherche héritière de Philippe Ducrest.
- 1970: La Revanche de Philippe Ducrest.
- 1970: Ça vous arrivera demain -- Telenovela en 26 episodios de 26 min de Jean Laviron.
- 1971: La Possédée de Eric Le Hung.
- 1972: La Tête à l'envers de Jean-Pierre Marchand - La Manou
- 1972: Le Chemin de Pierre - Telenovela en 26 episodios de 13 min de Joseph Drimal – Mme. Levasseur
- 1972: Les Dernières Volontés de Richard Lagrange - Telenovela en 30 episodios de 13 min de Roger Burckhardt - Mme. Lebrun
- 1973: Catherine ou le soir de la Toussaint de Gilles Katz.
- 1973: Une atroce petite musique de Georges Lacombe – Mme. Carnal
- 1973: Du plomb dans la tête - Telenovela en 4 episodios de 25 min de Roger Dallier - Tía Lucie
- 1973: Poker d'as - Telenovela en 26 épisodes de 13 min de Hubert Cornfield.
- 1973: La Feuille de Betel - Telenovela en 4 episodios de 25 min de Odette Collet - Amélie
- 1973: Un certain Richard Dorian - Telenovela en 16 episodios de 13 min de Abder Isker - Mme. Bonnefois
- 1974: Un plat qui se mange froid (Malaventure) de Joseph Drimal.
- 1975: Crise - Telenovela en 20 episodios de 13 min de Pierre Matteuzi - Mme. Guyard
- 1975: Jack - Telenovela en 13 episodios de 52 min de Serge Hanin - Mme. Moronval
- 1975: Splendeurs et misères des courtisanes - Telenovela en 6 episodios de 90 min de Maurice Cazeneuve - La sirvienta en los episodios 4-5-6
- 1977: Maigret et monsieur Charles de Jean-Paul Sassy - Louisa
- 1977: la Grande-Duchesse de Gérolsteinlstein (Les Folies d'Offenbach) de Michel Boisrond - Joséphine
- 1977: Le P.D.G (Estudios del interés de familias) de Philippe Arnal.
- 1977: Rendez-vous en noir - 6 episodios de 52 min de Claude Grinberg.
- 1978: À l'ombre d'un soupçon de Jean-Marie Marcel.
- 1978: Les Bijoux de Carina de Philippe Ducrest.
- 1978: Le Retour de Jean de Robert Guez.
- 1978: Thomas Guérin, retraité de Patrick Jamain - La patrona de « Flots bleus »
- 1979: Le Bifteck de Jean Brard.
- 1979: Jean le Bleu de Hélène Martin - La madre del « Grand d'Espagne »
- 1979: Efficax de Philippe Ducrest - Germaine Simon
- 1979: Les Quatre Cents Coups de Virginie de Bernard Queysanne - La vizcondesa en el primer y el sexto episodio.
- 1980: La Grossesse de Madame Bracht de Jean-Roger Cadet - Mme. viuda de Bracht
- 1980: Le Rond de Joannick Desclercs.
- 1980: Louis et Réjane de Philippe Laïk - Rose
- 1980: La Petite Valise de Roger Dallier - Mme. Montonnet
- 1980: Les Grands Seconds Rôles -Documental de Aline Tacuorian - Témoignage de P.Dubost
- 1981: Le Boulanger de Suresnes de Jean-Jacques Goron - Mme. Martineau, abuela de Richard
- 1981: Un temps ailleurs de Philippe Laïk.
- 1981: Les Amours des années grises (La Fontaine des innocents) de Marlène et Stéphane Bertin - Nany
- 1982: Le Cercle fermé de Philippe Ducrest - Lulu
- 1982: Scène de la vie de province - Profesión saltimbanqui - Une ballade à fort Mahon de ?
- 1983: Les Voyageurs de l'histoire de Jacques Martin.
- 1983: Chimère (La vie des autres) de Jean-Pierre Prévost.
- 1984: Deux Filles sur un banc de Alain Ferrari - La abuela
- 1984: Le Mal de Test Au théâtre ce soir de Pierre Sabbagh.
- 1984: La Jauneraie (La Vie des autres) de Jean-Pierre Prévost.
- 1985: L'Homme des couloirs de Charles Bitsch - Clotilde
- 1985: Le Seul Témoin de Jean-Pierre Desagnat.
- 1985: Maigret au Picratt's de Philippe Laïk.
- 1985: Rancune tenace  - Telenovela en 35 episodios de 13 min de Emmanuel Fonlladosa - Antoinette
- 1985: Le Paria - Feuilleton en 6 épisodes de 52 min- de Denys de La Patellière - Tante Marthe
- 1985: Les oeufs de l'autruche de Josée Dayan.
- 1985: Mélanie sans adieu  (Julien Fontanes magistrat) de Daniel Moosmann - Mémé Plantini
- 1985: Tilt (Les Cinq Dernières Minutes) de Jean-Pierre Desagnat - Léontine
- 1986: La Saisie (Le Tiroir secret) de Édouard Molinaro.
- 1986: L'Enquête (Le Tiroir secret) de Roger Gillioz.
- 1986: Top Secret (Le Tiroir secret) de Michel Boisrond.
- 1986: La Rencontre (Le Tiroir secret) de Edouard Molinaro.
- 1986: La Mise au point (Le Tiroir secret) de Nadine Trintignant.
- 1986: Le Retour (Le Tiroir secret) de Michel Boisrond.
- 1987: Fauve qui peut (Marc et Sophie) de divers réalisateurs.
- 1987: Maigret et la vieille dame de Bagneux de Philippe Laïk - Mme Tellier
- 1988: Maigret et l'inspecteur Malgracieux de Philippe Laïk - La concierge
- 1988: Ouvrages de dames (Drôles d'histoires: Mésaventures)de Emmanuel Fonlladosa.
- 1988: L'Enfant et le président de ?
- 1989: L'Amoureux de madame Maigret de James Thor - Mme. Lecuyer
- 1989: La Mort aux truffes (Les cinq dernières minutes) de Maurice Frydland - Léontine
- 1989: L'Escalier des fous (Joëlle Mazart - Pause café, pause tendresse) de Serge Leroy - La grand-mère
- 1989: Stan, le tueur (Les aventures du commissaire Maigret) de Philippa Laïk - La femme au tricot
- 1990: Ivanov 1990 de Arnaud Selignac.
- 1991: La Mémoire de André Delacroix - La dama mayor
- 1992: Intrigues de Emmanuel Folladosa - Hortense
- 1992: Les feux de la rampe (Les Cinq Dernières Minutes) de Daniel Losset - La dama con el perro.
- 1993: Jean Renoir -Documental- de David Thompson - Témoignages
- 1994: Passé composé de Françoise Roman - Mme. Desney
- 1996: Le Jour où tout est arrivé (La belle vie : la tribu) de Gérard Marx - Mamé
- 1996: La Vie de château (La belle vie: la tribu) de Gérard Marx - Mamé
- 1996: Un Chantage en or de Hugues de Laugardière - La abuela de Xavier
- 1997: Nanou et Gaëlle de Christine François - La mamá
- 1997: Niní de Myriam Touzé - La mamá
- 2000: Duval : Un mort de trop de Daniel Losset - Lucienne

## Teatro
- 1946: Ce soir je suis garçon ! de Yves Mirande & André Mouëzy-Éon, con puesta en escena Jacques Baumer, Théâtre Antoine.
- 1971: Le Client de la puesta en escena Jean-Claude Carrière, Théâtre de la Michodière.

## Música
- 2008- Recitado del poema Les Parents del álbum homenaje a Arthur Rimbaud raalizado por el compositor / jugador de didgeridoo Raphaël Didjaman en el musical Tribal zik Records.